# (7708) Fennimore
(7708) Fennimore est un astéroïde de la ceinture principale.

## Description
(7708) Fennimore est un astéroïde de la ceinture principale. Il fut découvert le 11 avril 1994 à Kushiro par Seiji Ueda et Hiroshi Kaneda. Il présente une orbite caractérisée par un demi-grand axe de 2,39 UA, une excentricité de 0,16 et une inclinaison de 2,6° par rapport à l'écliptique.

## Compléments